# アーウィン・ハーン
アーウィン・ルイス・ハーン（Erwin Louis Hahn、1921年6月9日 - 2016年9月20日）は、アメリカの物理学者。核磁気共鳴(NMR)の研究で最もよく知られる。1950年にスピンエコーを発見した。

## 教育
ペンシルベニア州のSewickleyで育った。Juniata Collegeで物理学の学士を取得し、イリノイ大学アーバナ・シャンペーン校で修士とPh.D.を取得した。アメリカ海軍に従事していた。

## 経歴と研究
カリフォルニア大学バークレー校で1955年から1991年まで教授を務め、その後同大学の名誉教授を務めた。1971年にアメリカ芸術科学アカデミーのフェローに選出された。1993年に米国科学アカデミーのコムストック物理学賞を受賞した。2013年にピーター・マンスフィールドが自伝の中で、ハーンはスピンエコーの原理に対する貢献によるノーベル賞受賞を逃したと書いた。2016年に国際磁気共鳴医学会議(ISMRM)からゴールドメダルを受賞した。ISMRMの最高の栄誉であるこの賞は、現代のMRIには不可欠であるパルス磁気共鳴と信号リフォカーシングのプロセスを作成したことによりハーンに与えられた。2016年に95歳で亡くなった。

## 関連
- Pulsed magnetic resonance--NMR, ESR, and optics: a recognition of E.L. Hahn. Oxford University Press. (1992). ISBN 0-19-853962-2